# Musée de la Vie romantique

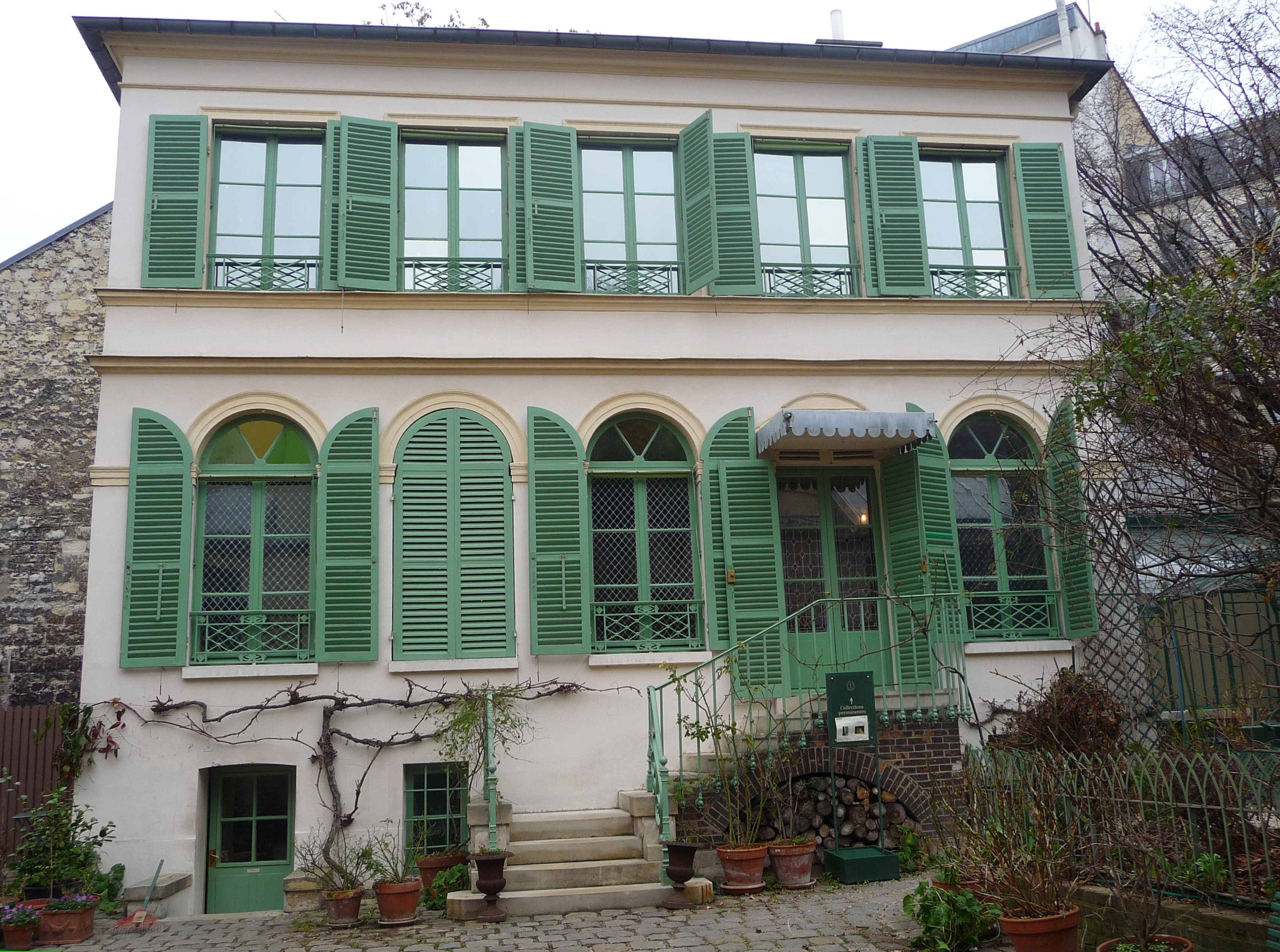
Musée de la Vie romantique

Musée de la Vie romantique (Muzeul Vieții Romantice) se găsește la poalele dealului Montmartre în arondismentul IX, strada Chaptal nr. 16, Paris, Franța, într-un edificiu datând din 1830. 
Clădirea muzeului a fost reședința pariziană a pictorului Ary Scheffer (1795-1858) și a fost utilizată ulterior de Ary Renan, nepotul său. Timp de mai mulți ani Scheffer și fiica sa au găzduit întâlniri artistice de vineri seara, printre cele mai renumite în La Nouvelle Athènes (Noua Atenă, un ansamblu omogen de imobile ridicate în perioada 1820 - 1850). George Sand (1804-1876) obișnuia să vină aici împreună cu Frédéric Chopin, pentru a se întâlni cu Eugène Delacroix, Jean Auguste Dominique Ingres, Alphonse de Lamartine, Pauline Viardot. Mai târziu, la aceste întâlniri artistice au participat Charles Dickens, Ivan Turgheniev și Charles Gounod.
Astăzi muzeul prezintă numeroase obiecte legate de viața lui George Sand (portrete, bijuterii, etc.). Alături de Maison de Balzac și Maison de Victor Hugo, constituie unul din cele trei muzee literare ale Parisului.
Muzeul este deschis zilnic, cu excepția zilei de luni. Pentru expozițiile temporare se plătește o taxă de vizitare. Cele mai apropiate stații de metrou sunt Pigalle, Blanche, și Saint-Georges.